# Tarankanje
Tarankanje, tararankanje ili tananikanje, u narodnoj glazbi Istre i Hrvatskoga primorja, osebujan način pjevanja pri kojem se u tekst pjesme ili pripjeve umeću neutralni slogovi s glasom N (npr. ta-na-na, ta-na-ne-na ili ta-ra-ran), održavajući pri tome ritamski obrazac. Time se postiže nazalnost tona i sličnost zvuku sopela, te se tarankanje može tumačiti i kao oponašanje zvuka sopela. Zbog istrajnosti u održavanju ritamskoga obrasca može poslužiti, u nedostatku sopelaša, kao pratnja plesu. Svojim značajkama i ulogom svjedoči o čvrstoj povezanosti između vokalne i instrumentalne glazbe u istarskoj glazbenoj baštini te predstavlja prijelaz između njih. U Istri i na otoku Krku tarankanje se izvodi i uz pratnju sopela.